# Patrick de Radiguès
Patrick de Radiguès (Leuven, 25 juli 1956) is een voormalig Belgisch motorcoureur en zeiler.

## Levensloop
In 1984 en 1985 behaalde hij brons op het WK endurance en in 1984 was hij eindwinnaar van de Bol d'Or.
Later werd hij actief in het zeilen. In deze sport werd hij derde in de Transat Jacques Vabre en vijfde (1995) in de Transat Québec Saint-Malo. In november 2000 raakte hij bewusteloos tijdens de Vendée Globe. Zijn boot spoelde aan op een Portugees strand.
Hij is een afstammeling van de adellijke familie 'De Radiguès. Zijn broer Didier was eveneens actief in de motorsport.